# Алекс Лайон
Алекс Лайон (англ. Alex Lyon; нар. 9 грудня 1992, Бодетт) — американський хокеїст, воротар клубу НХЛ «Детройт Ред Вінгз». Гравець збірної команди США.

## Ігрова кар'єра
Хокейну кар'єру розпочав 2010 року в ХЛСШ виступами за команду «Сідар-Рапідс Рафрайдерс», згодом ще два роки відіграв за клуб «Омаха Лансерс».
Під час навчання в Єльському університеті захищав кольори місцевої команди «Єль Бульдогс».
5 квітня 2016 року Алекс підписав контракт початкового рівня з клубом НХЛ «Філадельфія Флаєрс». Перший сезон, як і половину наступного відіграв за команду АХЛ «Ліхай Веллі Фантомс». 1 лютого 2018 року Лайон дебютував у НХЛ в матчі проти «Нью-Джерсі Девілс». 18 лютого Алекс замінив у другому періоді травмованого Міхала Нойвірта. У третому періоді Алекс відбив 25 із 26 кидків суперників та приніс перемогу над «Нью-Йорк Рейнджерс» 7–4.
5 листопада 2018 року Лайона відкликали з фарм-клубу через травму Міхала Нойвірта.
15 січня 2020 року «Флаєрс» відкликали з «Ліхай Веллі Фантомс» через травму основного голкіпера Картера Гарта.
30 липня 2021 року на правах вільного агента Алекс підписав однорічний контракт із «Кароліна Гаррікейнс». Більшу частину сезону він провів у складі фарм-клубу «Чикаго Вулвс».
13 липня 2022 року на правах вільного агента уклав контракт з командою «Флорида Пантерс». Початок сезону 2022–23 провів у складі фарм-клубу «Шарлотт Чекерс». Через травму основного голкіпера Сергія Бобровського та відсутність резервного Спенсера Найта Алекса відкликали до складу «пантер». Лайон провів блискавичну серію в регулярному чемпіонаті повернувши клуб в зону плей-оф за що отримав прізвисько «Король Лайон». Навіть після повернення Бобровського Лайон певний час був першим номером. У фінальній серії Кубка Стенлі Алекс був резервним воротарем Сергія Бобровського замінивши його лише в другому матчі, коли той пропустив чотири шайби поспіль.
Наразі ж грає за клуб НХЛ «Детройт Ред Вінгз».

## На рівні збірних
У складі національної збірної США став бронзовим призером чемпіонату світу 2015 року не провівши жодної гри.

## Нагороди та досягнення
- Володар кубку Колдера в складі «Чикаго Вулвс» — 2022.[16]

## Статистика

### Клубні виступи
| 2010–11      | «Сідар-Рапідс Рафрайдерс» | ХЛСШ         | 1  | 0  | 1  | 0  | 60    | 5   | 0 | 5.00 | .848 | —  | — | — | —   | —  | — | —    | —    |
| 2011–12      | «Омаха Лансерс»           | ХЛСШ         | 48 | 28 | 15 | 3  | 2,762 | 127 | 4 | 2.76 | .910 | 4  | 1 | 3 | 237 | 13 | 0 | 3.30 | .910 |
| 2012–13      | «Омаха Лансерс»           | ХЛСШ         | 50 | 26 | 21 | 1  | 2,894 | 128 | 1 | 2.65 | .916 | —  | — | — | —   | —  | — | —    | —    |
| 2013–14      | «Єль Бульдогс»            | НКАА         | 30 | 14 | 11 | 5  | 1,764 | 71  | 3 | 2.41 | .918 | —  | — | — | —   | —  | — | —    | —    |
| 2014–15      | «Єль Бульдогс»            | НКАА         | 26 | 15 | 7  | 4  | 1,517 | 41  | 5 | 1.62 | .938 | —  | — | — | —   | —  | — | —    | —    |
| 2015–16      | «Єль Бульдогс»            | НКАА         | 26 | 18 | 4  | 4  | 1,589 | 40  | 4 | 1.51 | .941 | —  | — | — | —   | —  | — | —    | —    |
| 2016–17      | «Ліхай Веллі Фантомс»     | АХЛ          | 47 | 27 | 14 | 0  | 2,718 | 124 | 4 | 2.74 | .912 | 2  | 0 | 1 | 115 | 4  | 0 | 2.07 | .882 |
| 2017–18      | «Ліхай Веллі Фантомс»     | АХЛ          | 27 | 16 | 8  | 2  | 1,548 | 71  | 0 | 2.75 | .913 | 11 | 6 | 5 | 758 | 25 | 0 | 1.98 | .944 |
| 2017–18      | «Філадельфія Флаєрс»      | НХЛ          | 11 | 4  | 2  | 1  | 480   | 22  | 0 | 2.75 | .905 | —  | — | — | —   | —  | — | —    | —    |
| 2018–19      | «Ліхай Веллі Фантомс»     | АХЛ          | 39 | 19 | 17 | 3  | 2,321 | 106 | 1 | 2.74 | .916 | —  | — | — | —   | —  | — | —    | —    |
| 2018–19      | «Філадельфія Флаєрс»      | НХЛ          | 2  | 0  | 1  | 0  | 71    | 6   | 0 | 5.07 | .806 | —  | — | — | —   | —  | — | —    | —    |
| 2019–20      | «Ліхай Веллі Фантомс»     | АХЛ          | 32 | 11 | 14 | 5  | 1,763 | 79  | 1 | 2.69 | .913 | —  | — | — | —   | —  | — | —    | —    |
| 2019–20      | «Філадельфія Флаєрс»      | НХЛ          | 3  | 1  | 1  | 0  | 135   | 8   | 0 | 3.55 | .890 | —  | — | — | —   | —  | — | —    | —    |
| 2020–21      | «Ліхай Веллі Фантомс»     | АХЛ          | 4  | 2  | 1  | 0  | 194   | 11  | 0 | 3.40 | .874 | —  | — | — | —   | —  | — | —    | —    |
| 2020–21      | «Філадельфія Флаєрс»      | НХЛ          | 6  | 1  | 3  | 1  | 325   | 18  | 0 | 3.33 | .893 | —  | — | — | —   | —  | — | —    | —    |
| 2021–22      | «Чикаго Вулвс»            | АХЛ          | 30 | 18 | 7  | 3  | 1,665 | 60  | 3 | 2.16 | .912 | 12 | 9 | 3 | 737 | 25 | 2 | 2.03 | .923 |
| 2021–22      | «Кароліна Гаррікейнс»     | НХЛ          | 2  | 1  | 0  | 1  | 123   | 6   | 0 | 2.93 | .908 | —  | — | — | —   | —  | — | —    | —    |
| 2022–23      | «Шарлотт Чекерс»          | АХЛ          | 23 | 13 | 9  | 1  | 1,381 | 56  | 1 | 2.43 | .910 | —  | — | — | —   | —  | — | —    | —    |
| 2022–23      | «Флорида Пантерс»         | НХЛ          | 15 | 9  | 4  | 2  | 894   | 43  | 1 | 2.89 | .914 | 4  | 1 | 2 | 199 | 12 | 0 | 3.63 | .888 |
| 2023–24      | «Детройт Ред Вінгз»       | НХЛ          | 44 | 21 | 18 | 5  | 2,498 | 127 | 2 | 3.05 | .904 | —  | — | — | —   | —  | — | —    | —    |
| Усього в НХЛ | Усього в НХЛ              | Усього в НХЛ | 83 | 37 | 29 | 10 | 4,525 | 230 | 3 | 3.05 | .904 | 4  | 1 | 2 | 199 | 12 | 0 | 3.63 | .888 |

### Збірна
| Рік                | Команда            | Турнір             | Місце              | І | В | П | Н | Хв | ПГ | ІБГ | ПГГ  | %ВК  |
| ------------------ | ------------------ | ------------------ | ------------------ | - | - | - | - | -- | -- | --- | ---- | ---- |
| 2024               | США                | ЧС                 | 5-е                | 2 | 1 | 1 | 0 | 82 | 3  | 0   | 2.20 | .940 |
| Національна збірна | Національна збірна | Національна збірна | Національна збірна | 2 | 1 | 1 | 0 | 82 | 3  | 0   | 2.20 | .940 |